# Motorbåt

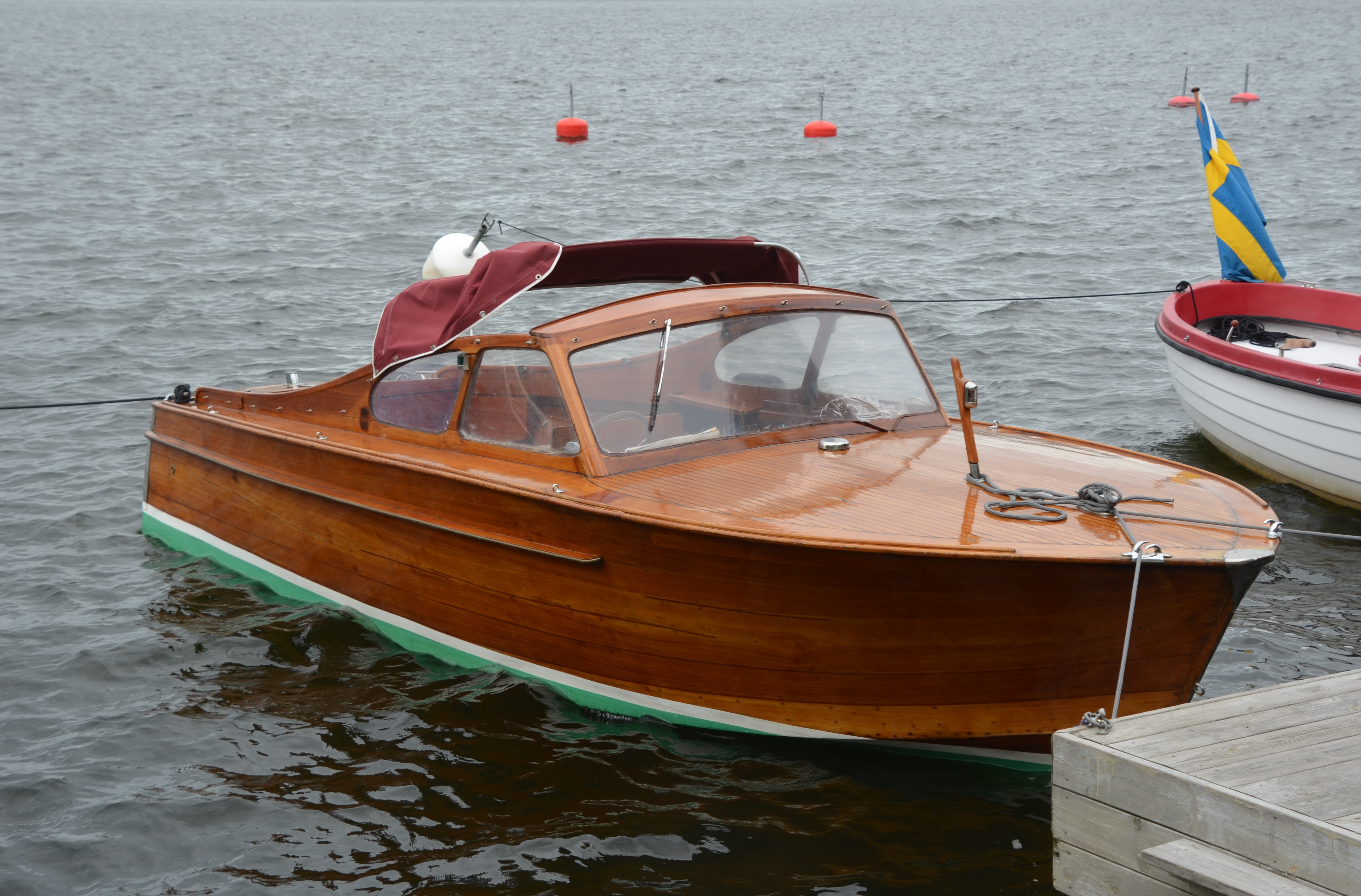
Sportbåt i mahogny med inombordsmotor från 1956, ritad av Harry Becker

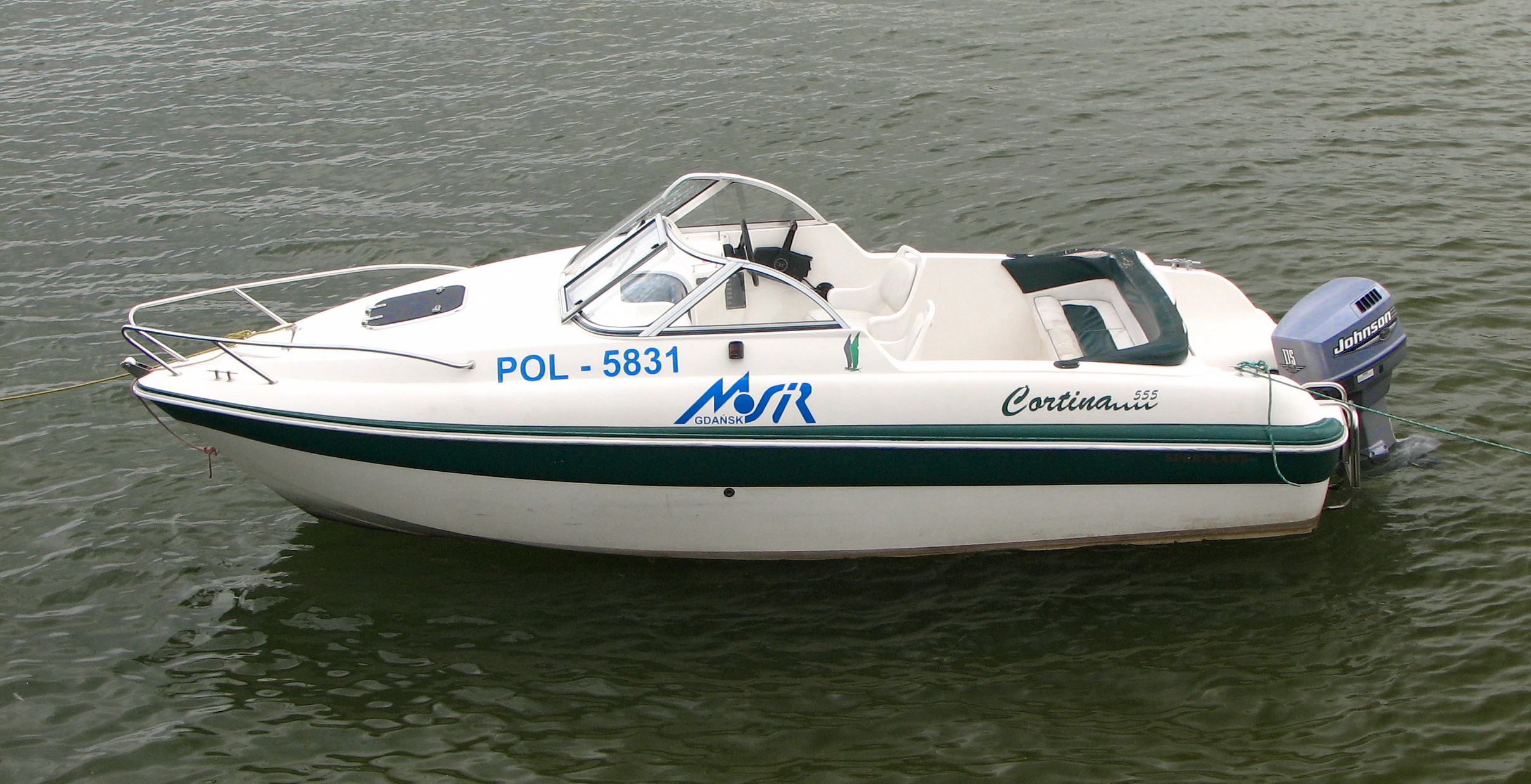
Modern motorbåt med utombordsmotor

En motorbåt är en båt som drivs med en motor, oftast benämning på mindre båtar. Motorbåtar kan ha utombordsmotor eller inombordsmotor. Idag är det vanligast med förbränningsmotorer, diesel eller bensindrivna sådana. 
Förbränningsmotorn som drivkraft för en båt användes först av Étienne Lenoir, som på 1860-talet lyckades framdriva en båt med en motor på tre hästkrafter, driven av lysgas. Praktisk användning av motorer för båtdrift erhölls förts 1886 genom tysken Gottlieb Daimlers bensindrivna motor.

## Typer av motorbåtar
Motorbåtar finns i många olika typer och storlekar, med otydlig klassificering av typer och överlappningar mellan benämningen. Då en båttyp kan ha exempelvis snipans skrov, men med däck och vindrutor härstammande från en hardtopbåt eller daycruiser. En hardtopbåt kan samtidigt vara en bowrider och en styrpulpetbåt kan ibland ha en liten ruff. Oftast är det båtens skrovform som placerar den i en viss kategori.

### Passbåt
Huvudartikel: Passbåt
Passbåt, eller runabout, var tidigare benämningen för motorbåtar, som är avsedda för enkla - och ofta snabba - persontransporter av ett fåtal passagerare som har sittbrunn/ar eller annat passagerarutrymme, men som saknar ruff. Senare har det kommit att användas för att beteckna taxibåtar med regelbundna rutter, i skärgårdstrafik.
Passbåtar är snabbgående båtar som inte är racerbåtar, men heller inte inredda eller beboeliga. Det saknas stuvutrymmen och plats för att övernatta i en passbåt. De ser ibland ut som en blandning mellan en ruffbåt och en racer eller en förvuxen campingbåt. Ibland gränsar de till mer utpräglade sport- eller racerbåtar. Inredningen kan påminna en hel del om bilar vad gäller passagerarutrymme och instrumentering.
Runabouta är ofta motorstarka nöjesbåtar som utvecklades i USA, med vindruta, ratt och övrig utformning av en sittbrunn eller två sittbrunnar, för tre–sex personer, som inspirerades av bilinteriörer. De blev populära i USA från 1930-talet och tillverkades i Europa under 1950- och 1960-talen av bland andra Riva.

### Snipa
Huvudartikel: Snipa

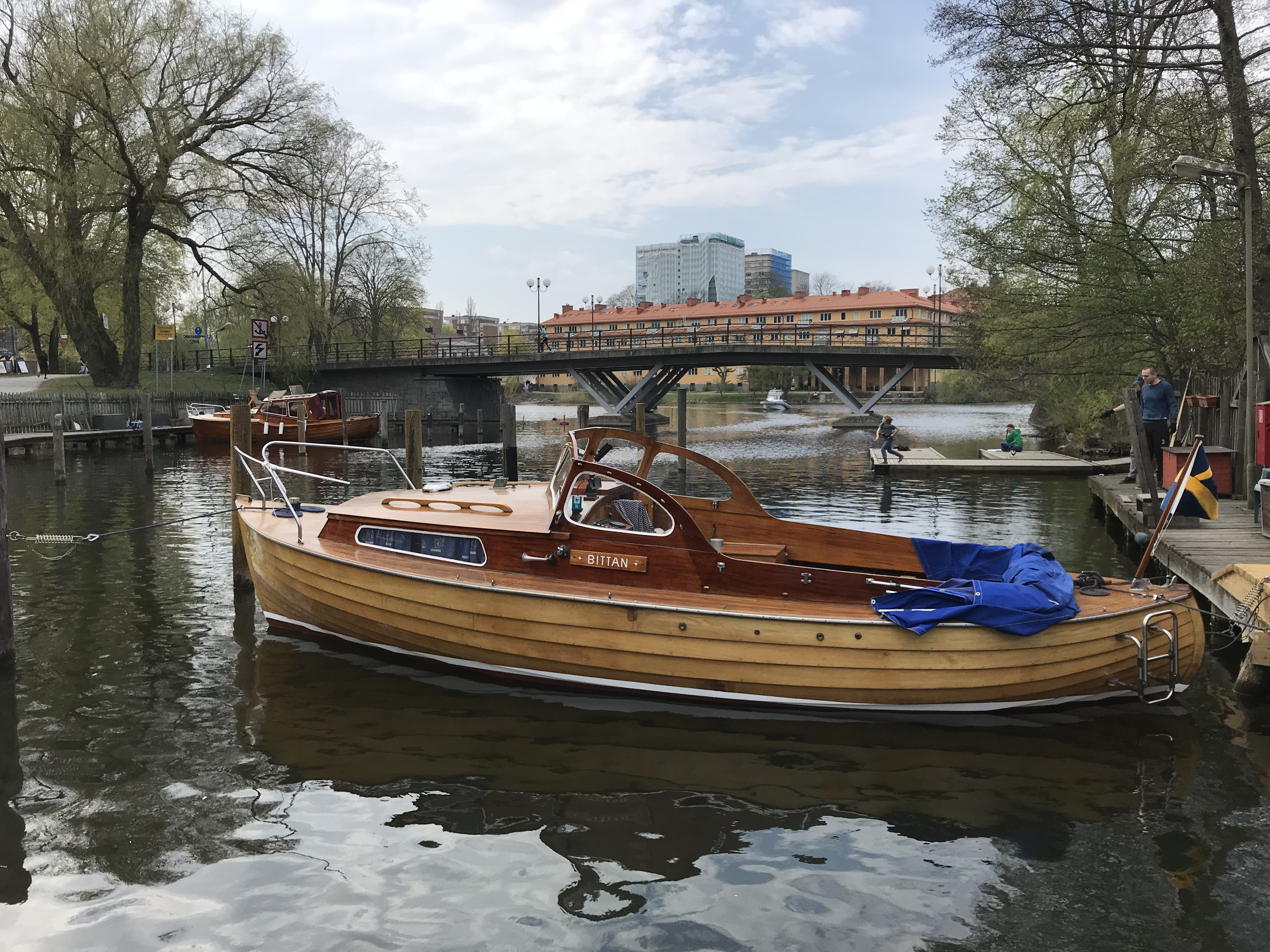
Motorsnipan Bittan på Heleneborgs båtklubb i Stockgolm

Motorsnipan är en traditionell klinkbyggd båttyp som utvecklats ur allmogebåtarna. Det är en sjösäker båttyp, som drivs av inombordsmotor. Den är vanligtvis relativt långsam, men bränslesnål, samt vanlig i storlekar från 6 till 12 meters längd, de större är många gånger riggade och klassas som motorseglare. Det finns även hybrider med snipans skrovform men med en halvplanande bottenkonstruktion. Denna typ är betydligt snabbare, men har förlorat den traditionella snipans trygga sjöegenskaper.

### Daycruiser
Daycruiser var ursprungligen en snabbgående dagtursbåt, större än hardtopbåten men mindre än kabinbåten. Skrovlängden var från början omkring 21 fot, men numera byggs dessa båtar med längre skrov. Båttypen har ett relativt stort fördäck, en liten ruff och vindrutor framför förarplatsen och en väl tilltagen sittbrunn akterut. Skrovet är planande med vanligtvis ganska vass skrovform. Vanligast är inombordsmotor med drev, men på mindre båtar kan utombordare förekomma.

### Campingbåt
Huvudartikel: Campingbåt

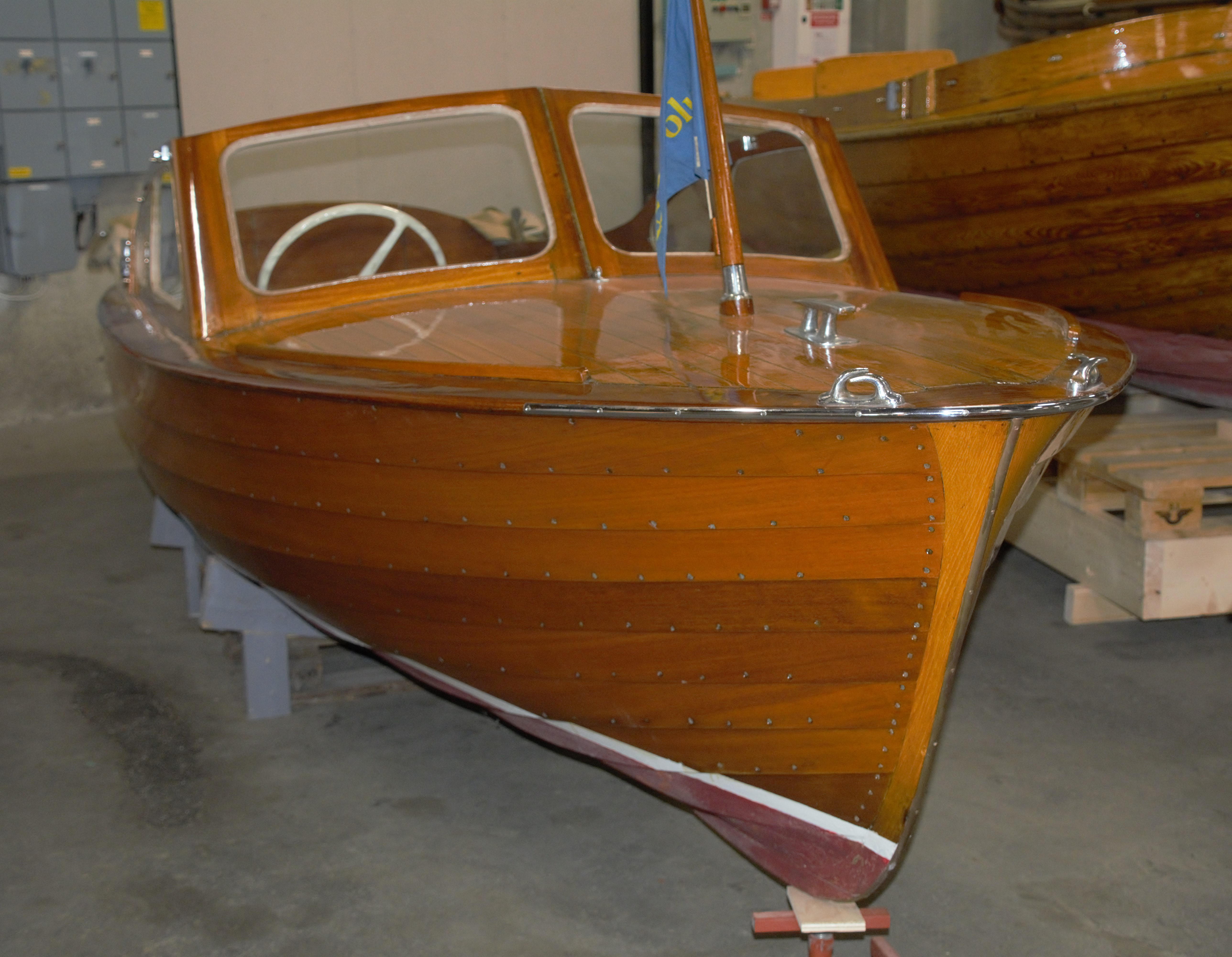
Campingbåt från 1958, byggd för Electrolux AB

Campingbåt, eller sportbåt, är en typ av liten fritidsbåt, som tillverkades från 1930-talet till 1960-talet. Den är öppen och har fördäck, vindruta, ratt och har ofta utombordsmotor. Längden är vanligen mellan fem och sex meter. Båtarna var byggda i trä, utom de senast tillverkade båtarna, som gjordes i plast.

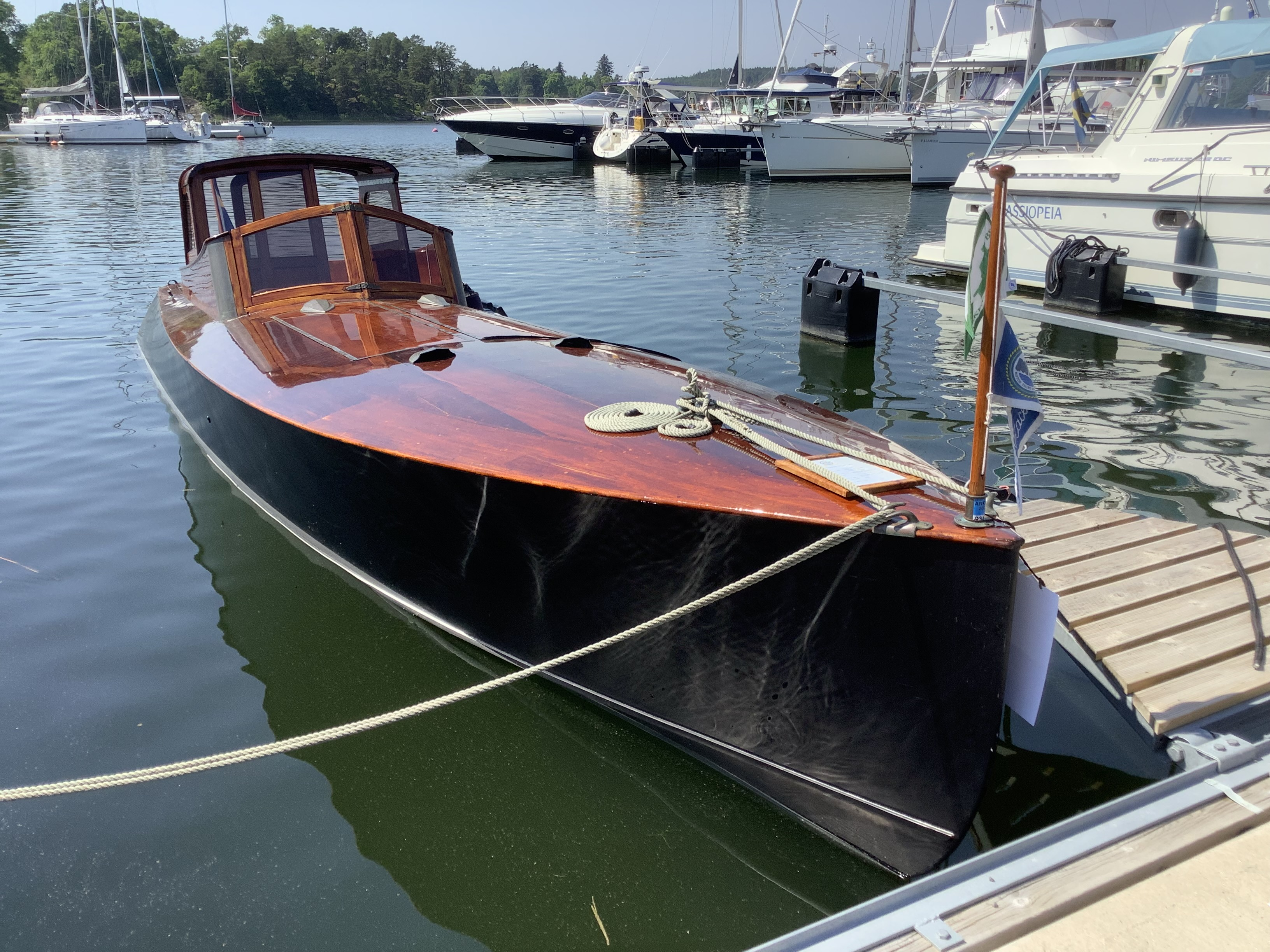
Runabout/strykjärnsracer Greta konstruerad av Carl Plym och byggd av Stockholms Båtbyggeri 1928

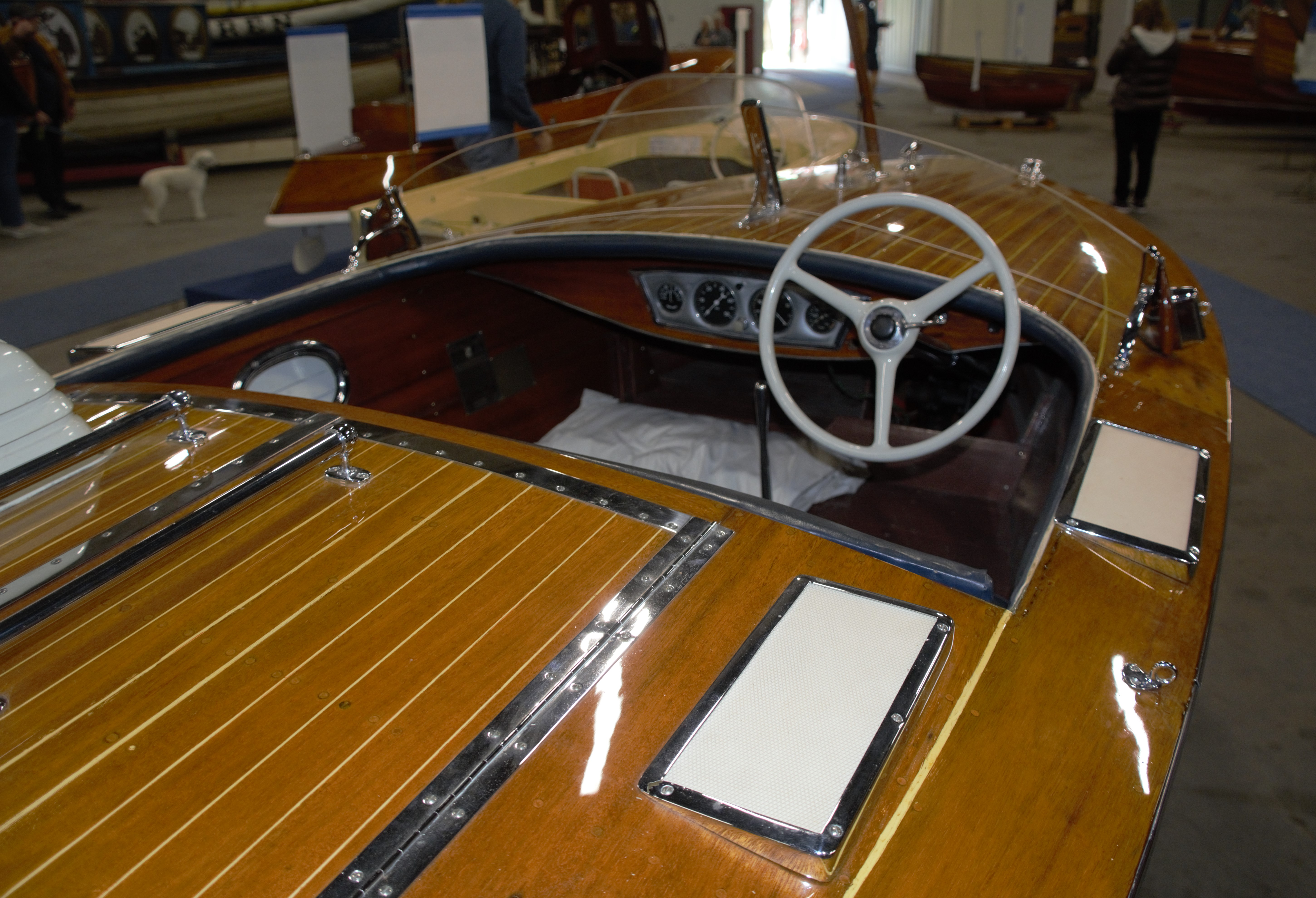
Sittbrunnen i en Chris Craft Runabout från 1938

### Hardtopbåt
En hardtopbåt har en mindre ruff i fören, cirka halva båtlängden. Den har alltså vindruta och sidorutor och ger således bättre skydd än en öppen båt. Hardtopbåtar är relativt små och oftast utrustade med utombordsmotor.

### Kabinbåt
Medelstor till större övernattningsbar motorbåt. Används ofta som familjebåt med en förruff, och ibland också en akterruff. God komfort medför att en familj kan semestra i båten under många dygn. Vanligtvis utrustad med väl tilltaget "kök" (=byssa) och toalett. Det finns snabbgående halvplanande kabinbåtar som är deplacerande (som går med hela skrovet i vattnet) och därmed långsamma. Kabinbåten är namngiven efter sin överbyggnad och inte efter skrovformen. Ordet "kabinbåt" används inte i någon större utsträckning idag. Ord som "bobåt", "familjebåt" och liknande används som synonymer, även om dessa termer är gemensamma för helt andra båttyper.

### Styrpulpetbåt

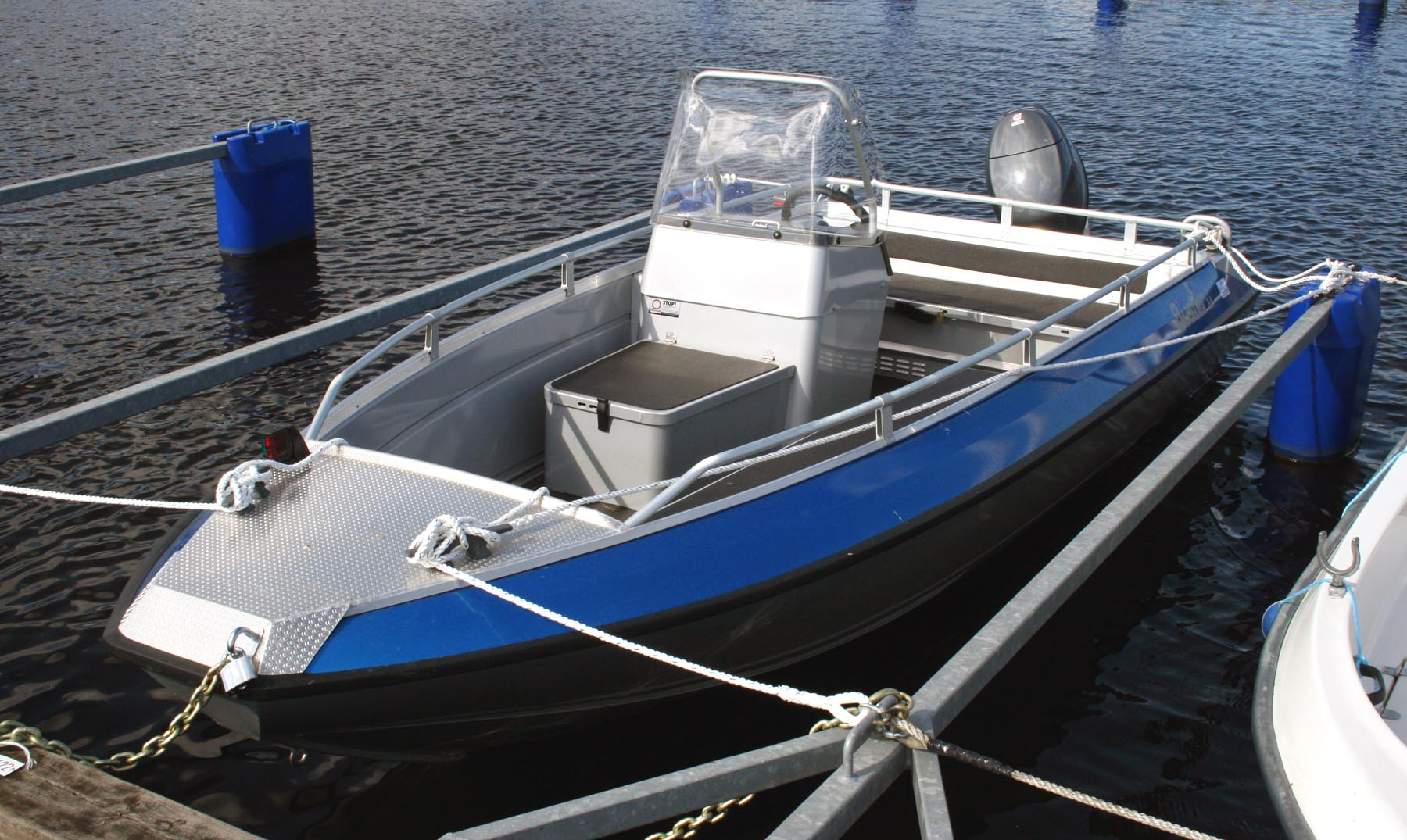
Buster M, styrpulpetbåt

Styrpulpetbåt, eller centerkonsolbåt, är en öppen motorbåt med utombordsmotor(er) med en pulpet, ratt och instrument, samt vanligtvis utrustad med vindruta. Används med fördel till vattenskidåkning, sportfiske, tenderbåt, patrullbåt och för snabba transporter i skärgården.

### Ribbåt

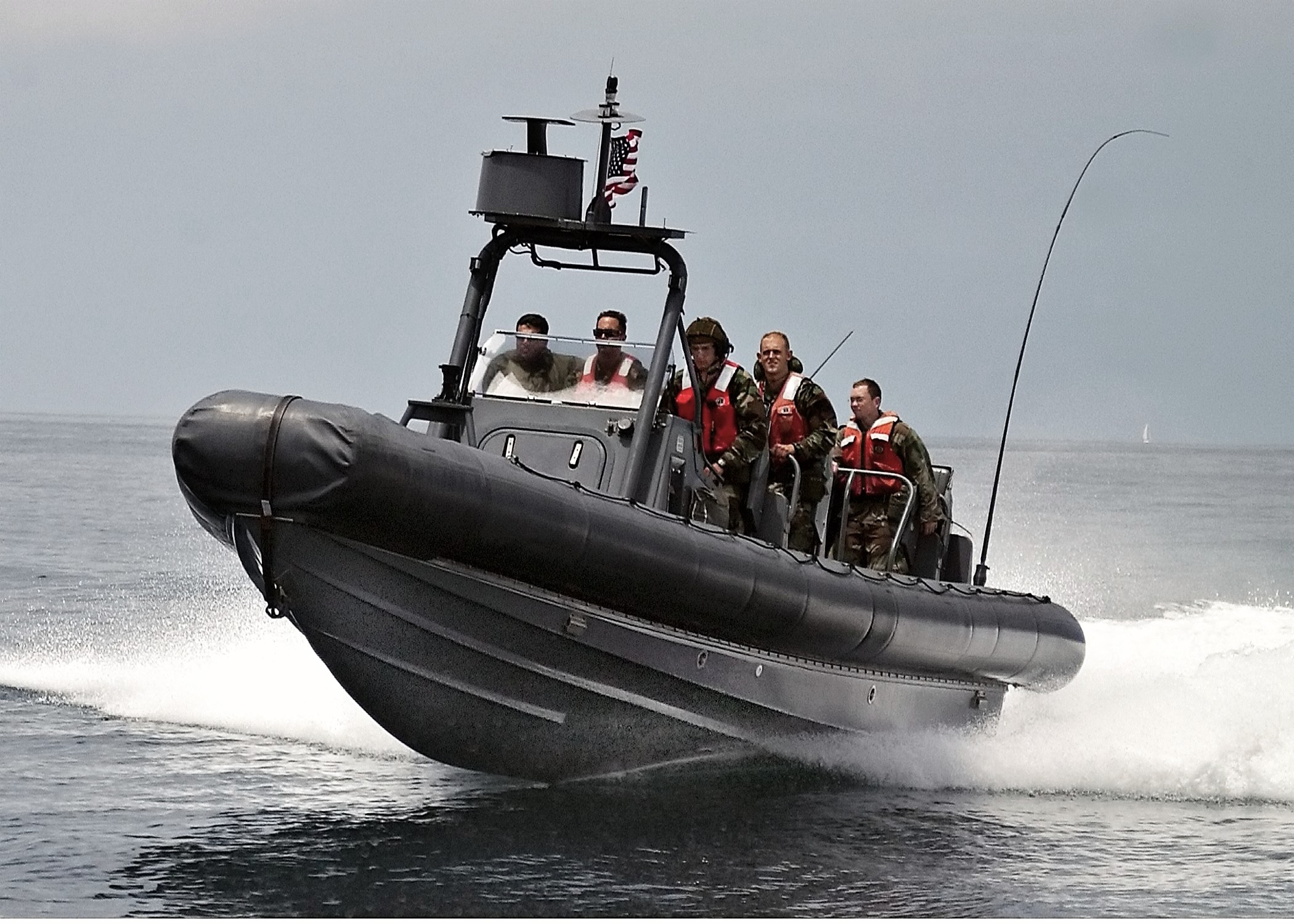
Militär ribbåt

RIB, Rigid Inflatable Boat, en hybrid mellan gummibåt och en båt med hårt skrov. Ribbåten är vanligtvis utförd som styrpulpetbåt. Det finns ribbåtar i många olika storlekar, de minsta från tre meter, då lämplig som släpjolle eller som däcksbåt. Mindre ribbåtar har motorer på 5-10 hk, de riktigt stora ribbåtarna på över tio meter kan ha utombordsmotorer i dubbel eller trippelmontage på många hundra hästkrafter. Större ribbåtar kan även ha inombordsmotor, antingen med inudrev eller vattenjet.

### Bowrider
Bowrider är en motorbåt med vindruta där den främre delen, bogen (engelskans 'bow'), är öppen. Bowridern är oftast en daycruiser, eller hardtopbåt, om man tar hänsyn till skrovets form.

### Tenderbåt
Huvudartikel: Tenderbåt

### Motorkryssare
Huvudartikel: Motoryacht

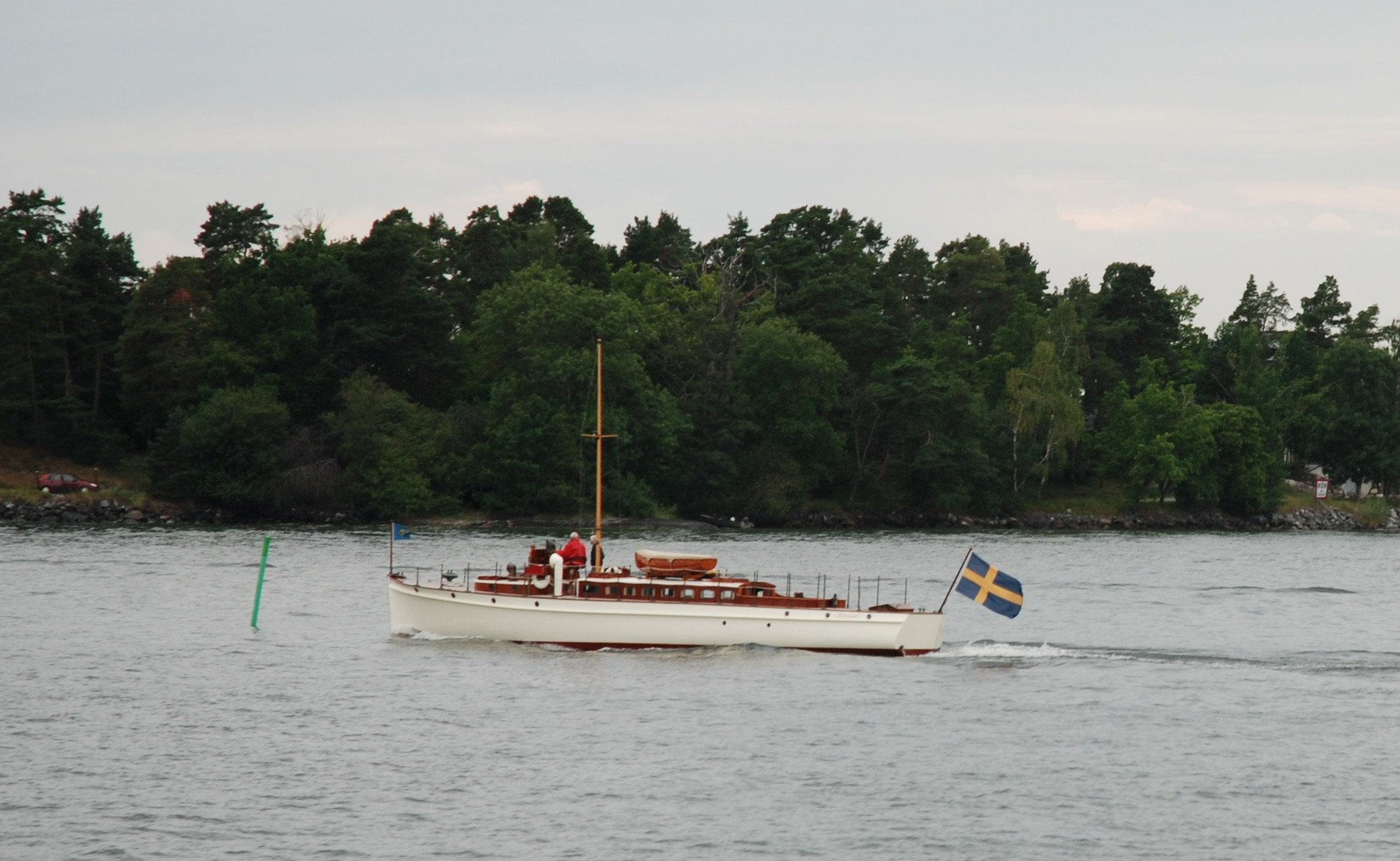
Motorkryssaren M/Y Tournesol i Stockholms skärgård

Motorkryssare, eller motoryacht, är en stor motorbåt, längdmässigt över tolv meter eller en bredd över fyra meter. Båtar av denna storlek är på gränsen mellan yrkesfartyg och fritidsbåt. De klassificeras enligt internationella sjölagen som skepp och kräver nautisk kompetens för framförande. Motorkryssare kan vara ombyggda yrkesfartyg eller från början byggda som stora motorbåtar. De är ofta utrustade med flera hytter för besättning och passagerare.

### Vattenskoter
Huvudartikel: Vattenskoter

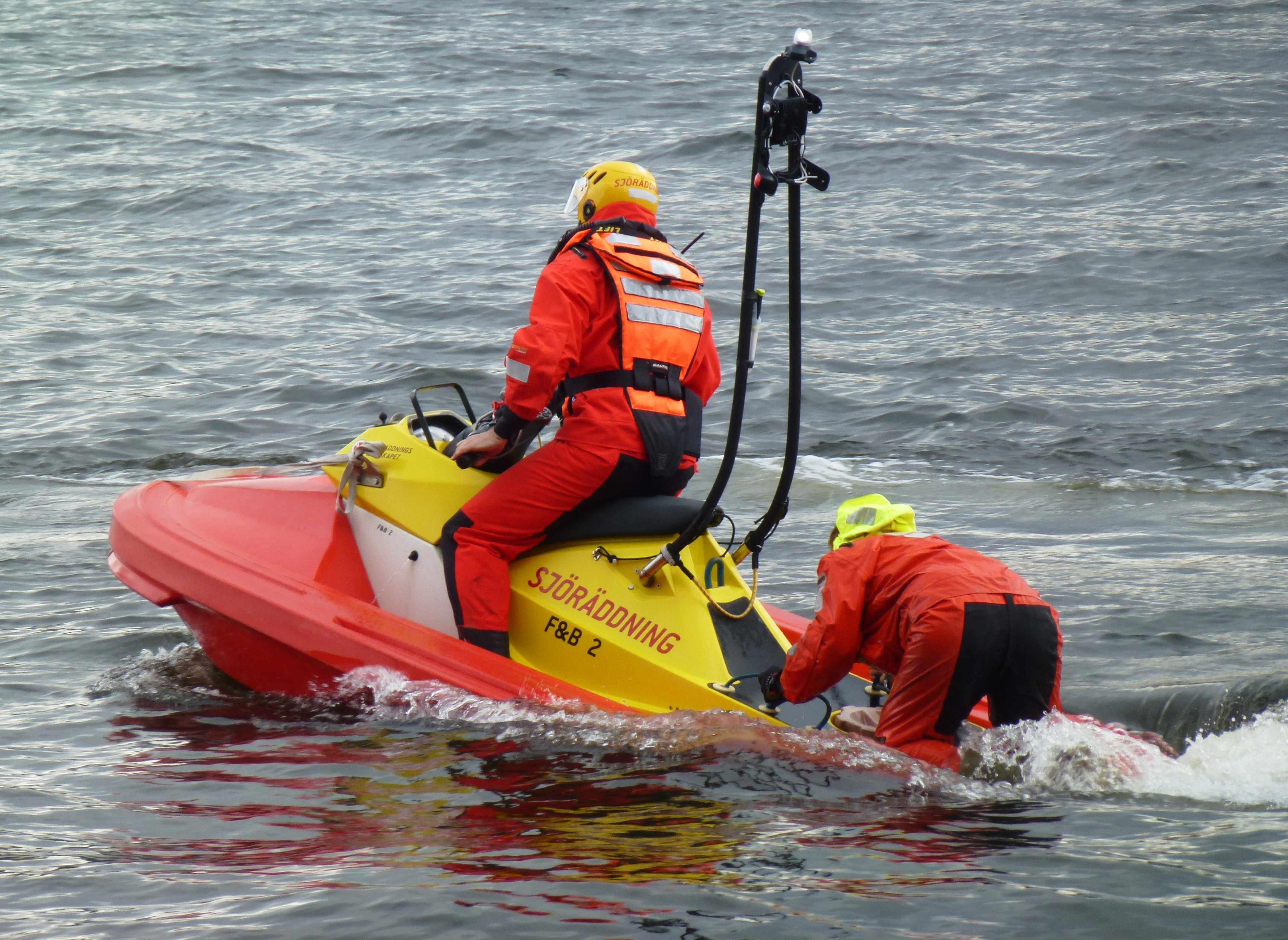
Rescuerunner, en konverterad vattenskoter

En vattenskoter är en mindre, två - fyra meters - båt, som förare och eventuell enskild passagerare sitter på och inte i. Föraren manövrerar med ett styre påminnande om en snöskoter. Båttypen drivs med vattenjet för sin framdrift.

### Bärplansbåt
Huvudartikel: Bärplansbåt
Bärplansbåt är en båt med vingliknande bärplan monterade under fartygets skrov. När hastigheten ökar, planar båten upp på bärplanen, och skrovet lyfts upp ur vattnet.

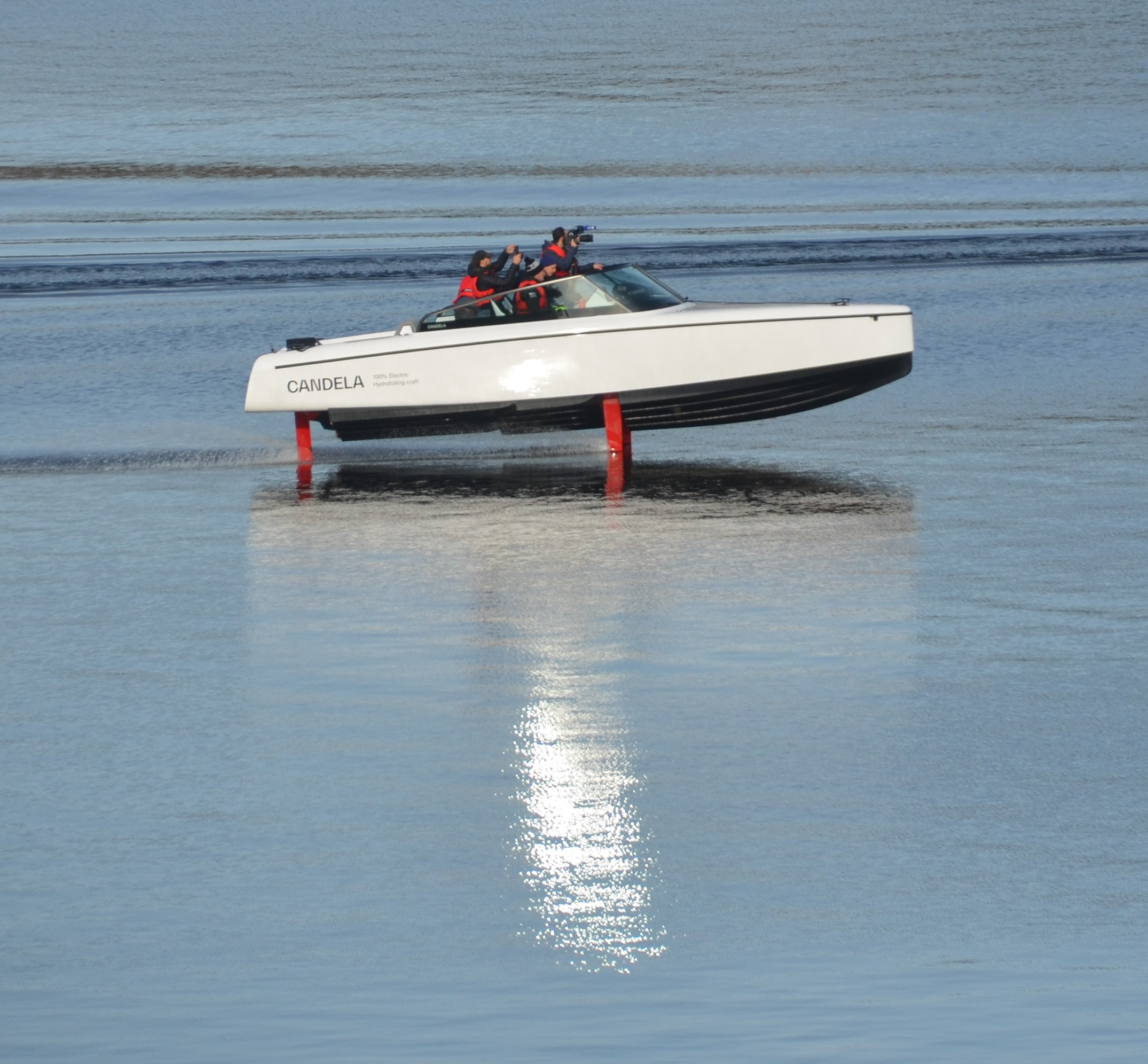
Bärplansbåten Candela C-8

Eftersom bärplanet har en mindre yta än fartygets skrov innebär det att friktionen mot vattnet reduceras. Det minskade motståndet ger möjlighet till ökad hastighet och minskad bränsle- eller elförbrukning.